# 布罗德区
布罗德区（烏克蘭語：Бродівський район），曾是乌克兰利沃夫州的一个区，位于该州东部。总面积1037平方公里，总人口59 981（2013年）。行政中心位于布罗德。
2020年7月18日乌克兰施行了行政区划改革，利沃夫州的区份数量减至7个。布罗德区合并至佐洛奇夫區。